# Usine Boeing de Wichita
L'usine Boeing de Wichita est un important centre de construction aéronautique, situé à Wichita, dans le Kansas (États-Unis). Construite en 1930, cette usine appartient à la firme Boeing depuis 1934.
Elle a été réorganisée en 2005 et la plus grande partie appartient depuis à la firme canadienne Onex Corporation. Le 4 janvier 2012, Boeing annonce la fin de ses activités sur ce site pour fin 2013. Le dernier avion passant en maintenance dans l'usine décolle le 29 mai 2014.

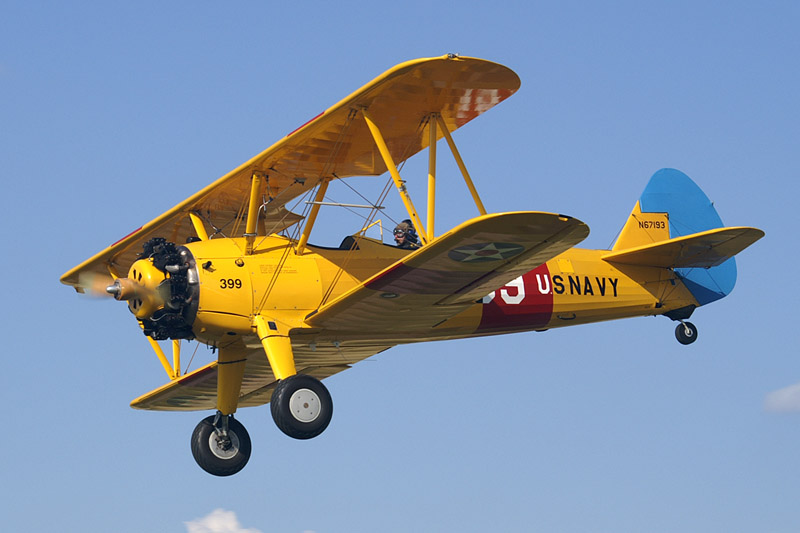
Le Stearman Kaydet, avion d'entraînement construit à Wichita.

## Chronologie
- 1927 : la Stearman Aircraft (en) Company s'installe à Wichita.
- 1930 : Stearman Aircraft s'installe dans une nouvelle usine à Wichita.
- 1934 : Stearman Aircraft devient une filiale de la Boeing Airplane Company.
- 1938 : Stearman Aircraft devient une simple division de la Boeing Airplane Company.
- 1941 : le 24 juin débute la construction d'une seconde usine (Plant II) à côté de l'usine Boeing. Le complexe devient la Wichita Division de The Boeing Airplane Company.
- 1942 : Boeing commence la fabrication de planeurs Waco CG-4.
- 1943 : début de la production de bombardiers Boeing B-29 Superfortress. Fabrication d'avions d'entraînement pour l'US Army et l'US Navy.
- 1944 : « Bataille du Kansas » en mars pour terminer d'urgence 175 B-29.
- 1946 : fermeture de l'usine « Plant II », seule l'usine Boeing d'avant-guerre reste en activité.
- 1948 : le 17 juin, réactivation de l'usine Plant II, pour modifier les B-29 et B-50.
- 1956 : le 24 octobre livraison du dernier B-47.
- 1962 : le 22 juin, fin de la fabrication des Boeing B-52 Stratofortress et de l'assemblage final d'avions à Wichita.
- 2005 : le 17 juin, le secteur des avions commerciaux est acheté par Onex Corporation of Canada et devient Mid-Western Aircraft Systems. Un mois plus tard, Spirit AeroSystems, Inc.
- 2012 : le 4 janvier, annonce de sa fermeture pour 2013.
- 2014 : le 29 mai, décollage du dernier avion après une maintenance sur ce site.

## Les origines
La Stearman Aircraft Company, fondée en 1926 par Lloyd Stearman à Venice, en Californie, avait conçu des avions depuis les années 1920, notamment les modèles C-1 et C-2. L'entreprise s'installa à Wichita en 1927, dans un bâtiment situé au nord de la ville. Son premier appareil fut un biplan à trois places, le C-3B, utilisé pour le transport de courrier et de passagers.
En 1929, la Stearman Aircraft Company fut achetée par la United Aircraft and Transport Corporation, une holding qui regroupait Boeing, Pratt & Whitney, Chance Vought, Hamilton Standard et plusieurs compagnies aériennes. L'année suivante, Stearman Aircraft s'établit dans une nouvelle usine située au sud de Wichita.
Stearman réussit à obtenir son premier contrat militaire en 1934 : il s'agissait d'une commande de 61 biplans Model 73, des avions d'entraînement pour l'US Navy. La même année, la United Aircraft and Transport Corporation était dissoute et Stearman Aircraft devint une filiale de la Boeing Airplane Company de Seattle. Mais la société continua de construire ses propres appareils sous son nom. En 1938, une nouvelle réorganisation transforma l'entreprise en une simple division de la Boeing Airplane Company, la « Stearman Division ». En 1940, 800 personnes travaillaient dans l'usine de Wichita.

## La Seconde Guerre mondiale
En 1941, le gouvernement lança le programme de bombardiers lourds B-29, un appareil conçu par Boeing à Seattle. Au printemps, la construction d'une usine financée par l'État fédéral commença sur un terrain contigu à l'usine Boeing. Quelques mois plus tard, l'ensemble reçut le nom de « Wichita Division » de The Boeing Airplane Company.
À Wichita, Boeing construit à partir de 1942 des planeurs de transport, modèle CG-4 conçu par la firme Cessna, mais aussi des avions d'entraînement Kaydet pour l'Armée et pour la Marine, atteignant un rythme record de 275 appareils par mois. Pendant la durée de la guerre, Boeing Wichita assura la production de 44 pour cent des avions d'entraînement militaires.
Le premier B-29 sortit des ateliers de Wichita en avril 1943, puis la cadence de production augmenta pour répondre aux besoins des forces aériennes. En décembre 1943, l'effectif de l'usine de Wichita culmina à 29 795 travailleurs, dont beaucoup n'avaient aucune expérience antérieure dans la construction aéronautique, y compris de nombreuses femmes. Grâce à un effort intense, en travaillant jour et nuit, par équipes de 10 heures, le personnel de l'usine remporta ce qui fut surnommé la « Bataille du Kansas » au printemps 1944.
En juillet 1945, le rythme de production atteignit 4,2 bombardiers B-29 par jour. Au total, 1 644 de ces appareils sortirent de l'usine Boeing de Wichita, dont 41 en pièces détachées.

## Boeing-Wichita de 1946 à 1962

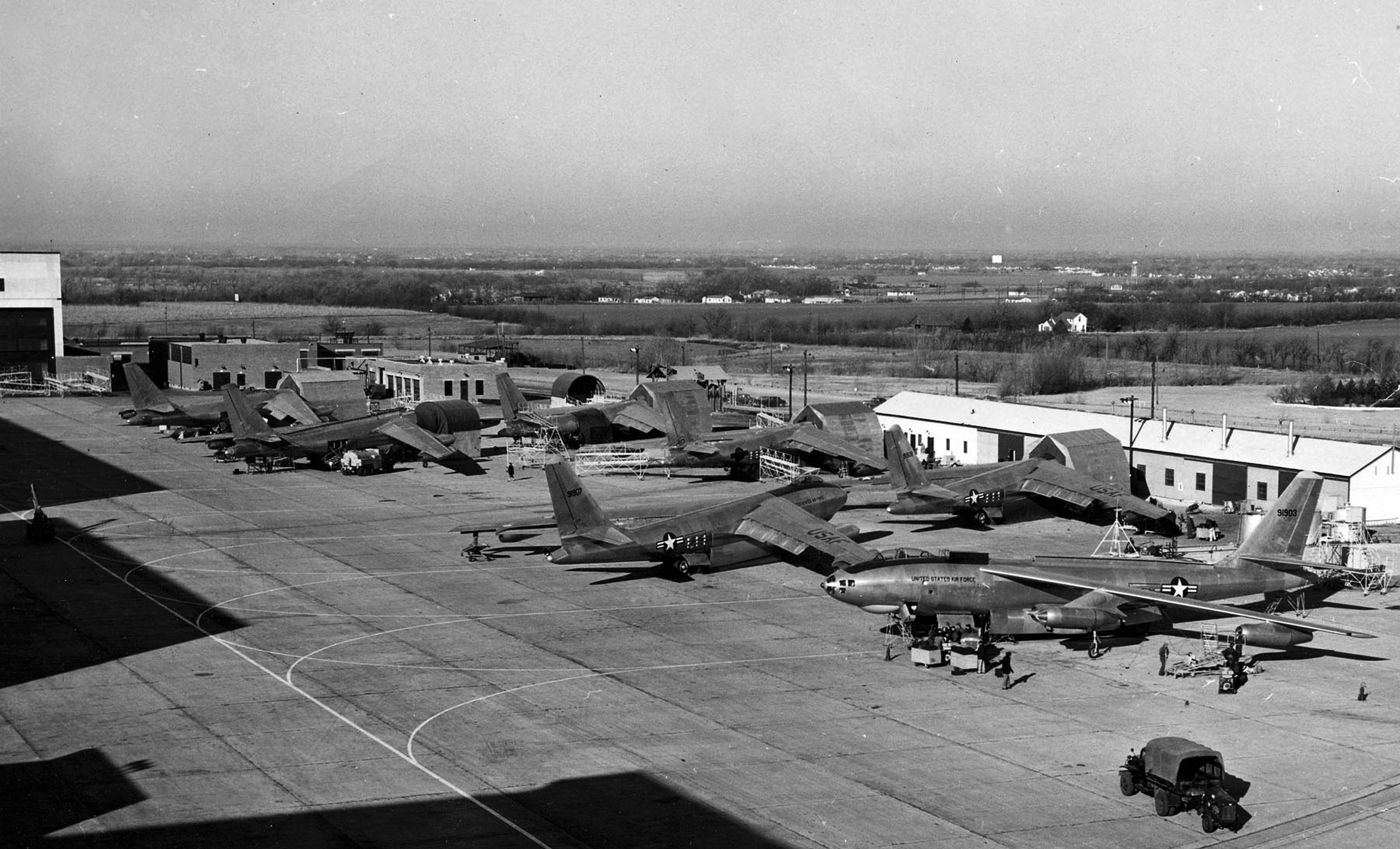
Sept B-47A à l'usine Boeing de Wichita, le 26 janvier 1951.

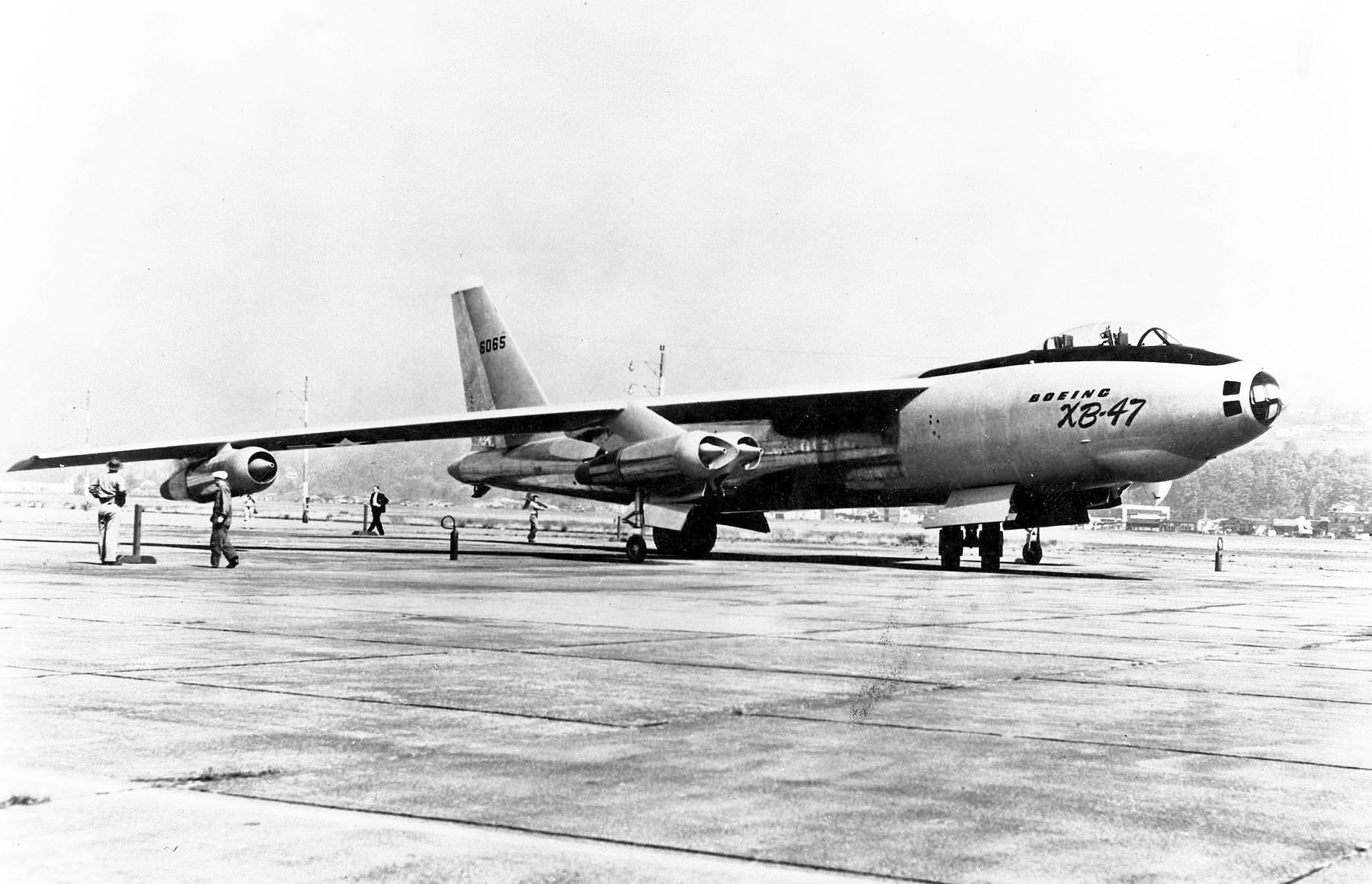
Premier prototype du B-47 le 1er décembre 1947.

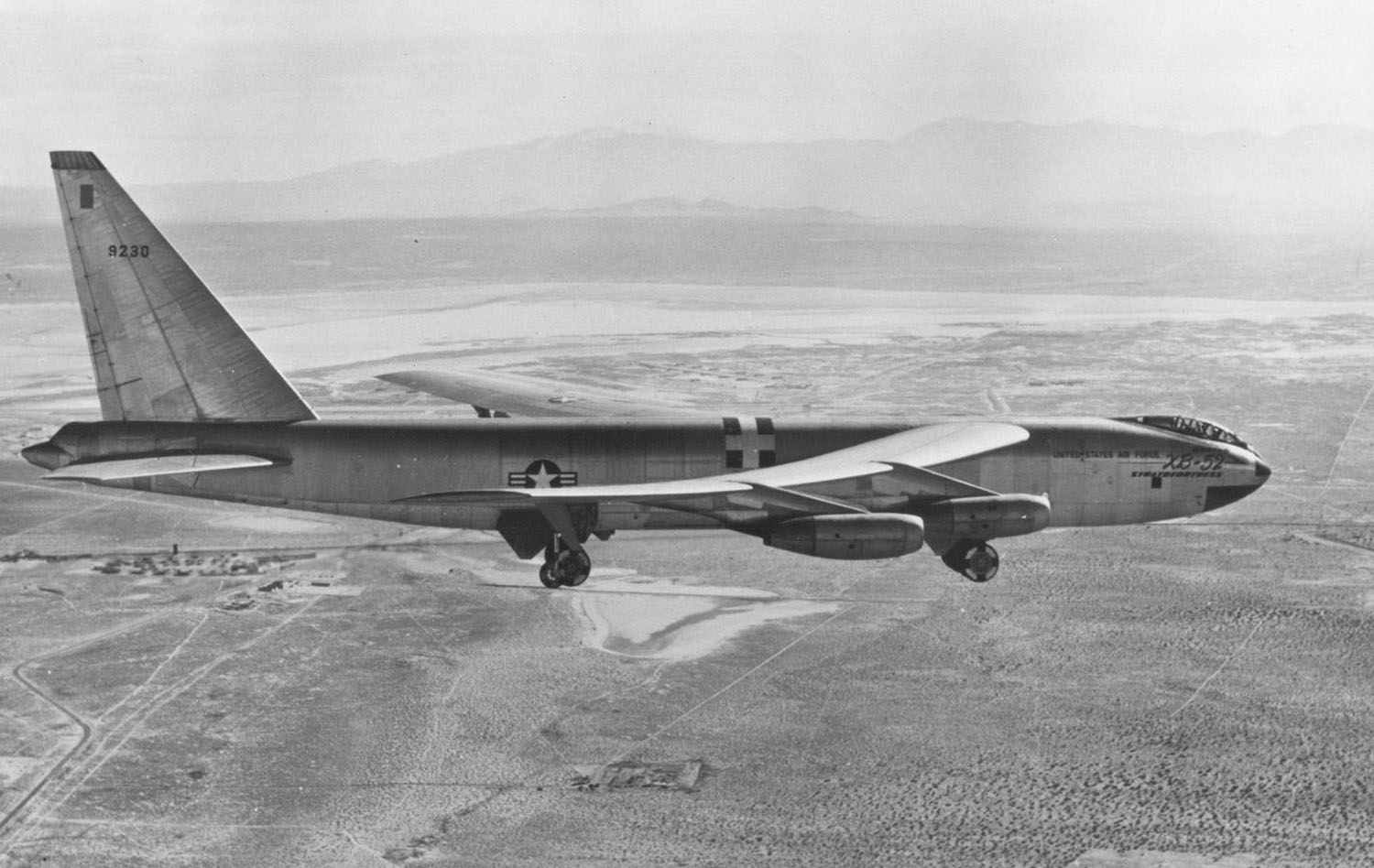
Prototype du B-52 Stratofortress.

En 1946, l'usine no 2 appartenant à l'État (« Plant II ») ferma ses portes. Une modeste activité subsista dans l'ancienne usine Boeing, l'usine no 1, avec un personnel réduit à 1 000 personnes. En mars 1948, la seconde usine fut réactivée pour moderniser et modifier des B-29 et des B-50. Six mois plus tard, la production des B-47 commença à Wichita.
Au total Boeing construisit 1 390 B-47 à Wichita entre 1948 et 1956. La responsabilité technique du programme fut transférée de Seattle à Wichita en 1951. En 1953, l'usine de Wichita fut désignée comme deuxième site de production des B-52 Stratofortress. La fin du programme de production des B-47 fut menée parallèlement au démarrage de la construction des B-52. Le personnel de l'usine augmenta fortement pour atteindre le chiffre de 35 000 personnes en 1957.
La responsabilité technique de tout le programme B-52 fut transférée de Seattle à Wichita en 1958. Le dernier B-52H fut livré au Strategic Air Command en octobre 1962. L'usine de Wichita avait construit 467 appareils de différents modèles (D, E, F, G et H). L'année 1962 marqua également la fin de l'assemblage final à l'usine de Wichita au profit des usines de la région de Seattle. En 35 années, Stearman puis Boeing avaient construit à Wichita :
- 266 appareils Stearman de divers types
- 10 346 avions d'entraînement Kaydet (dont 1 762 en pièces détachées)
- 750 planeurs de transport CG-4
- 1 769 bombardiers B-29 (dont 125 en pièces détachées)
- 12 avions de liaison L-15
- 1 390 bombardiers moyens B-47
- 467 bombardiers lourds B-52.

## Boeing-Wichita depuis 1962
Après le programme B-52, l'usine de Wichita se tourna vers la production de sous-ensembles d'avions commerciaux, l'assemblage final étant réalisé dans les usines de la région de Seattle. En 1973, l'usine de Wichita commença la conception et la production de nacelles et de supports pour les appareils équipés de moteurs JT3D, CF6 et CFM56. L'usine subit une érosion de ses effectifs : 18 000 en 1967, 13 600 en 1979, 16 800 en 2000, 12 400 en 2004.
Les deux divisions de Boeing à Wichita (avions commerciaux et défense) couvraient une surface de 1 100 000 m2 de planchers.
Produits pour les avions commerciaux (Boeing Commercial Airplanes Group) :
- fuselages des Boeing 737 et 757.
- sections avant et cockpits des Boeing 737, 747, 757, 767, 777 et du futur Boeing 787.
- nacelles des moteurs des Boeing 737, 747, 757, 767, 777.

Ces sous-ensembles sont expédiés jusqu'aux usines de Renton et d'Everett (État de Washington) par train.
Principaux programmes militaire (Military Programs) :
- Maintenance et mise à niveau des bombardiers B-52 et des ravitailleurs en vol KC-135.
- Développement et support des appareils de commandement et de guerre électronique.
- Entretien et mise à niveau des avions spéciaux et des appareils pour « VIP », dont Air Force One, l'avion du Président des États-Unis.
- Transformation de Boeing 767 en avions ravitailleurs KC-767.

## Restructuration
La baisse d'activité dans le transport aérien et la construction aéronautique, qui suivirent les attentats du 11 septembre 2001, poussèrent Boeing à se désengager de la fabrication des cellules et des sous-ensembles, très exigeants en main-d'œuvre. Or, en 2005, cette industrie commençait à redémarrer, Boeing et Airbus augmentant les cadences de production et lançant la fabrication de nouveaux appareils. C'est à ce moment que la firme canadienne Onex Corporation racheta les activités liées aux avions commerciaux de Boeing à Wichita (ainsi que deux sites plus petits à Tulsa et McAlester dans l'Oklahoma), pour 1,5 milliard de dollars.
Le premier objectif du nouveau propriétaire était d'aligner les coûts de production de l'usine de Wichita sur ceux pratiqués dans le reste de l'industrie aéronautique, ce qui signifiait notamment des licenciements ainsi qu'une diminution des salaires, de la protection sociale et de divers avantages. Une réduction des coûts de dix pour cent était ainsi envisagée et 1 100 salariés sur 9 500 furent rapidement licenciés à Wichita. D'autre part, l'usine de Wichita devenait susceptible de fournir des sous-ensembles à d'autres constructeurs, en particulier à Airbus.
Spirit AeroSystems est devenu le plus important fournisseur mondial indépendant de composants et de structures d'assemblage destinés aux avions commerciaux. À Wichita, Spirit produit le fuselage, les pylônes réacteurs et fuseaux-moteurs, les dérives et stabilisateurs, les volets hypersustentateurs internes et externes ainsi que les longerons d'aile avant et arrière pour la prochaine génération de Boeing 737. La société conçoit également les sections avant, les nacelles et les pylônes des Boeing 747, 767 et 777, les becs de bord d'attaque et les poutres de plancher des Boeing 777, ainsi que les composants d'aile et de fuselage du Boeing 747.
En 2007, Spirit AeroSystems travaille également sur le programme Boeing 787 avec le commencement de la production de la section avant entièrement en matériaux composites et la conception et la fabrication des pylônes du 787.
Quant à la division Défense de Boeing à Wichita, qui n'a pas été achetée par Onex, elle a réduit ses activités à la fin de certains contrats et en raison de coupes dans les dépenses militaires. En 2006, l'effectif de Boeing à Wichita est ainsi tombé de 3 600 à 2 500 travailleurs.
Le contrat remporté le 24 février 2011 pour la livraison de 179 avions de ravitaillement en vol Boeing KC-46 (version du Boeing 767) devait générer, selon Boeing, 7 500 postes et quelque 388 millions de dollars par an. Mais en janvier 2012, alors que la division Défense emploie 2 160 employés dans l'usine, sa fermeture est annoncée ; la ligne de fabrication des KC-46 est transférée à l'usine Boeing d'Everett, sur l'aéroport de Paine Field, dans l'État de Washington. Le reste des activités de Wichita est transféré à San Antonio et pour la maintenance à la Tinker Air Force Base d'Oklahoma City.
A la livraison du dernier appareil en maintenance, un Boeing E-4, le 31 mai 2014, il n'y avait plus qu'une cinquantaine d'employés.

## Sources
- (en) Histoire de Boeing Wichita
- (en) Histoire de Stearman Aircraft.
- (en) Dominic Gates, « Boeing considers sale of huge Wichita plant », Seattle Times, 25 janvier 2004.
- (en) « Wichita Commercial Aerospace Workers Say Goodbye Boeing, Hello Onex », Business Wire, 22 février 2005.
- (en) Barrie McKenna, « Onex's flight plan for plane maker », The Globe and Mail, 25 juin 2005.
- (en) Ken Vandruff, « Spirit AeroSystems announces IPO », Wichita Business Journal, 30 juin 2006.

## Voir également
- Usine Glenn L. Martin d'Omaha
- Usine Lockheed Martin de Marietta
- Usine North American de Kansas City (Kansas)
- Usine Boeing d'Everett